# Механизъм от Антикитира
Mеханизмът от Антикитира е античен механизъм, планетарен модел на наблюдаемата конфигурация на Слънчевата система. За отправна точка във времето е използвана 205 г. пр.н.е. и с добра увереност се приема, че уредът е бил изработен в средата на II век пр.н.е. Останките от него са намерени сред предмети, свидетелстващи за корабокрушение, случило се около 70 г. пр.н.е., в близост до о. Антикитира. Тази датировка го прави изключително важен за историята на техниката и познанието, но и въобще, тъй като общоприето се счита, че подобни инженерни постижения датират от много по-късни времена.
С въртенето на ръчка се задвижва система от метални зъбни колела, които задават положенията на различни указатели върху предната страна на устройството. Конструкцията в много отношения е сходна с часовник, но съвременните описания я представят и като аналогов компютър. Всъщност, много автори считат това за първия пример на аналогов компютър в света.
За изучаването на механизма от Антикитера е организиран мащабен международен проект. Оригиналната находка е изложена в Атинския национален археологически музей, заедно с реконструирано нейно копие, изработено и дарено от проф. Де Сола Прайс.

## Описание
Механизмът се състои от няколко метални компонента, силно увредени от хилядолетния престой на морското дъно. Намерени са при претърсвания на останките от античното корабокрушение, проведени най-напред в 1900 г. и неколкократно повтаряни впоследствие. Чрез детайлни томографски изследвания е установено. че първоначално това са били близо 40 различни зъбни колела, сглобени във функциониращ механизъм. Целият механизъм се е вмествал в кутия с размер, оценяван приблизително на 34 × 18 × 9 cm. На предната ѝ страна е имало подобие на циферблат с различни пояснителни текстове, част от които е разчетена.

## Исторически свидетелства
Цицерон (De re publica) упоменава механизми, които моделирали движението на планетите по небесната сфера, дело на Архимед и донесени в Рим след обсадата на Сиракуза (212 г. пр.н.е). Той споменава още и че неговият съвременник и познат, философът стоик Посидоний, също конструирал такова устройство.
В началото на II век Клавдий Птолемей пише своите Хипотези за планетите, съчинение което съдържа необходимото за конструирането на подобно устройство. Мимоходом той споменава и за обичайни начини на „създаване на сфери“ (sphairopoiein), което днес се приема като свидетелство за съществувала забравена традиция. Пап споменава за книга на Архимед относно този предмет, а автори като Лактанций (Divinarum Institutionum Libri VII), Клавдиан (In sphaeram Archimedes) и Прокъл (Коментар към Книга Първа от Евклид) също споменават за неговите постижения в тази област.